# هورنی پینا
هورنی پینا (به چکی: Horní Pěna) یک منطقهٔ مسکونی در جمهوری چک است که در ناحیه ییندریخوف هرادتس واقع شده‌است. هورنی پینا ۱۴٫۸۲ کیلومتر مربع مساحت و ۶۰۰ نفر جمعیت دارد و ۴۹۶ متر بالاتر از سطح دریا واقع شده‌است.